# Dig Dug
Dig Dug é um jogo de arcade desenvolvido e lançado pela Namco no Japão em 1982 pelo hardware Namco Galaga. Mais tarde, foi lançado fora do Japão pela Atari, Inc.. Um jogo popular baseado em um conceito simples, foi também lançado como um videogame em muitos consoles.

## Objetivo
O objetivo de Dig Dug é eliminar monstros que habitam o subterrâneo inflando-os com uma bomba de ar até que eles explodam, ou deixando cair pedras sobre eles. Existem dois tipos de inimigos no jogo:
- Pookas - uma raça de monstros vermelhos redondos que usam óculos de proteção amarelos;
- Fygars - uma raça de dragões verdes que podem soprar fogo.

O personagem-jogador é Dig Dug, vestido de branco e azul, e capaz de cavar túneis através de ambientes destrutíveis. Dig Dug é morto se for capturado pelos Pooka ou Fygar, queimado pelo fogo de um Fygar, ou esmagado por uma rocha.

## Aparição fora dos arcades
No jogo Pac-Man World, para os consoles PlayStation e Game Boy Advance, o Pooka aparece como um dos amigos de Pac-Man que é raptado por Toc-Man, fazendo uma rápida aparição na introdução com Baby Pac e na última fase do jogo ajudando Pac-Man na luta final contra Toc-Man.

## Referência ao Dig Dug na sérieStranger Things
Retomando a receita da primeira temporada, onde o seriado baseia-se no RPG Dungeons and Dragons, a segunda temporada do seriado Stranger Things tem como enredo a temática do jogo Dig Dug onde as criaturas do Mundo Invertido, invadem o solo subterrâneo da cidade fictícia de Hawkins através de galerias, proliferando-se e ameaçando derrotar os personagens do seriado e dominar a cidade. Mad Max, garota que tem sua primeira aparição no início da segunda temporada é campeã no Arcade Dig Dug.